# Lacus Spei

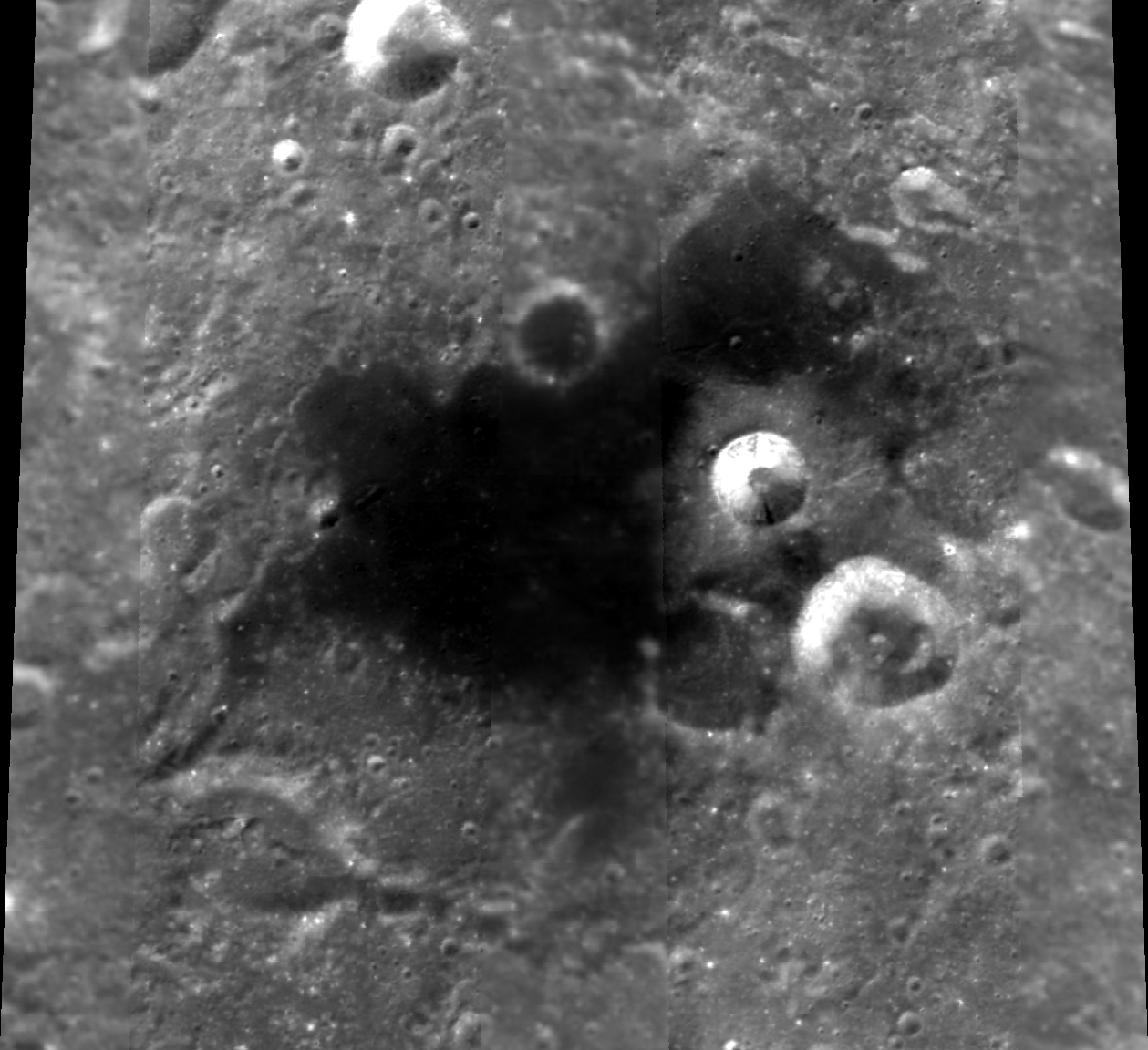
Lacus Spei

Lacus Spei (Lac de l'Espérance en latin) est un petit lac lunaire situé dans la partie nord-est de la face visible de la Lune. Au nord se trouve le cratère Mercurius (en) et à l'ouest-sud-ouest le cratère Schumacher (en).
Les coordonnées sélénographiques sont 43, 65 pour un diamètre de  80 km. La surface a le même faible albédo que les plus grandes mers lunaires. 
L'Union astronomique internationale a fixé son nom lors de son Assemblée générale de Grenoble en 1976 quand il fut découvert.